# 袁博
袁博（1991年—）是一位中国儿童文学作家，深圳市作家协会会员。

## 生平
1991年出生于深圳。2009年時因生物比賽獲獎，保送复旦大学生物科学院，2011年時已轉學至复旦大学中文系。主要创作动物小说。
有长篇小说《火烈马》、《大漠落日——一个鸵鸟家族的故事》、《一个深圳的童话》，中短篇小说系列《车水马龙》。
在《东方少年》、《芳草》等多家刊物发表作品80余篇。其中，长篇动物小说《大漠落日——一个鸵鸟家族的故事》获第六届深圳青年文学奖，被改编为52集动画连续剧《鸵鸟太阳雷》。

## 作品
- 《大漠落日——一个鸵鸟家族的故事》，海天出版社，2008年版（长篇动物小说）。
- 《一个深圳的童话》，海天出版社，2010年版（长篇小说）。
- 《火烈马》（《当代儿童文学作家原创书系》之一），河北少年儿童出版社，2012年版（长篇动物小说）。